# وزرگان
وزرگان (پارسی میانه: 𐭥𐭰𐭥𐭫𐭢) که در زبان فارسی نوین به صورت «بزرگان» شناخته می‌شود، سومین طبقهٔ اجتماعی از مجموعه چهار یا پنج طبقهٔ اجتماعی بود که در جامعهٔ اشرافی ساسانی وجود داشت. پس از سقوط کردن امپراتوری ساسانی، آنها دوباره خود را تحت سلسله دابویگان نشان دادند.

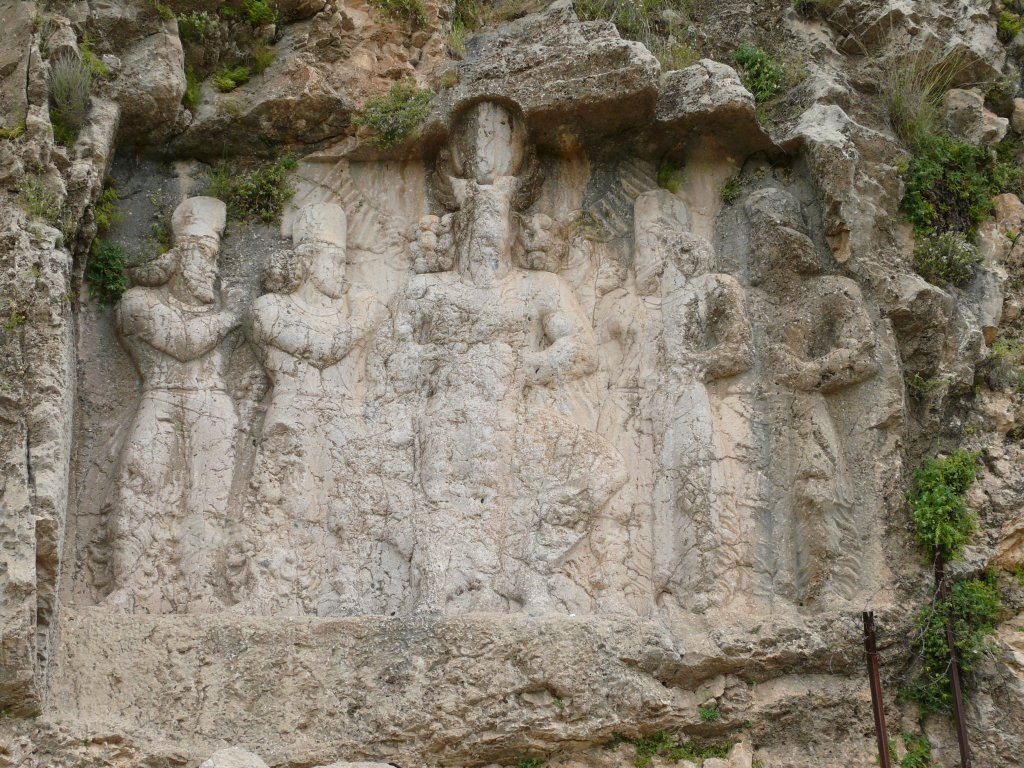
نقش برجسته سراب بهرام از بهرام دوم که وزرگان دور او را گرفته اند. کرتیر و بابک در سمت چپ او قرار دارند.

## وجه تسمیه
این واژه، شکل جمع کلمهٔ wuzurg (به معنای بزرگ) است که از کلمهٔ vazarka در زبان فارسی کهن مشتق شده است، که خود این واژه هم از کلمهٔ پیش‌هنداروپایی *weg'- گرفته شده است و به معنای تازه، دلشاد و بیدار ماندن است.

## تاریخچه
وزرگان اولین بار در اوایل دورهٔ ساسانی در سنگ‌نبشته شاپور نخست در نقش رجب مورد اشاره قرار گرفته‌اند. آنها نقشی مهم و برجسته در امور سیاست ساسانیان داشتند و به نظر می‌رسد که نفوذ زیادی داشته‌اند. اعضای عالی‌مقام وزرگان در مراسم تاجگذاری شاهان ساسانی حضور می‌یافتند. هر بار که اختلافی بر سر تعیین پادشاه وجود داشت، این وظیفهٔ وزرگان بود که شاهی را برگزینند. پس از مرگ هرمز دوم در سال ۳۰۹ میلادی، وزرگان، فرزند او شاپور دوم را به عنوان پادشاه شاهنشاهی ساسانی انتخاب کردند، که در آن هنگام هنوز در رحم مادرش بود. با مرگ شاپور در سال ۳۷۹، یک دوره تنش ۱۲۵ ساله بین بزرگان و شاهان ساسانی آغاز شد که هر کدام تلاش می‌کردند بر ایران چیره شوند.
در دوره سلطنت یزدگرد نخست، با وزرگان به‌طور ناخوشایندی برخورد شد، و پس از مرگ او در سال ۴۲۰، وزرگان برای خلع کردن همهٔ پسران او کوشیدند و برادرزادهٔ او، خسرو را به عنوان پادشاه شاهنشاهی ساسانیان برگزیدند. با این وجود، آنها بعدها توافقی با بهرام پنجم، فرزند یزدگرد صورت دادند و او را به عنوان پادشاه شاهنشاهی ساسانی به رسمیت شناختند. پس از لشگرکشی فاجعه‌بار پیروز نخست بر ضد هپتالیان، که باعث مرگ او و مرگ بسیاری از بزرگان شد، برادر او، بلاش، به عنوان شاه انتخاب شد. با این حال، در واقعیت، این زرمهر، نجیب‌زادهٔ ایرانی از خاندان کارن بود که قدرت شاهنشاهی را در دست داشت. حتی وزرگان هم تحت کنترل او بودند. با این حال، سلطنت بلاش در نهایت مصیبت‌بار از آب درآمد و او با فرزند پیروز یکم، قباد یکم جایگزین شد.
قباد نخست، در طول دورهٔ سلطنتش، به آیین مزدکی روی آورد که همان آیین زرتشتی، با یکسری تغییرات و همچنین با تأثیراتی از آیین مانوی بود. در نتیجه وزرگان به طرفداری از روحانیون زرتشتی پرداختند و او را در سال ۴۹۶ میلادی به زندان افکندند. و برادرش جاماسپ را جانشین او کردند. گشنسپ‌داد، که کنارنگ امپراتوری ساسانی بود، بعدها وزرگان و دیگر طبقات اشرافی را واداشت تا قباد نخست را اعدام کنند، اما آنها از این کار خودداری کردند. نوهٔ قباد نخست، هرمز چهارم، به خاطر رفتار بدش با بزرگان و دیگر خانواده‌های طبقهٔ اشراف، در سال ۵۹۰ با کودتایی از طرف دو تن از برادران خاندان اسپهبد، یکی ویستهم و دیگری وندوی، عزل شد و باعث شد تا خسرو پرویز پادشاه امپراتوری ساسانی شود. با این حال، وزرگان و دیگر خانواده‌های اشرافی در نهایت از خسرو دوم رنجیده شدند و در سال ۶۲۸ میلادی، او را عزل کرده و فرزندش قباد دوم (شیرویه) را جانشین او کردند. پس از مرگ قباد دوم، وزرگان فرزند او اردشیر سوم را به عنوان پادشاه انتخاب کردند که تنها یک کودک بود. در طول دورهٔ سلطنت او، وزیر او مه‌آذرگشنسپ، که از طبقهٔ وزرگان بود، در واقع اداره‌کنندهٔ امپراتوری ساسانی بود. در طول حمله اعراب به ایران، یکی از سرداران ساسانی به نام بهرام چوبین، که رئیس ارتشی بود که ۳۰٬۰۰۰ تن از وزرگان عضو آن بودند، حملهٔ اعراب در جنگ پل را در سال ۶۳۴ را دفع کرد. با این وجود، اعراب موفق شدند در چندین جنگ ساسانیان را شکست دهند و در سال ۶۵۱ کنترل کل ایران را بدست آوردند. بعدها در طی سلطنت خورشید از سلسلهٔ سلسله گاوبارگان، از بزرگان نام برده شده و اینطور در مورد آنها گفته شده که آنها، در کنار مردم محلی تبرستان، از سردار خورشید، کارن، رنجیده بودند. پس از سقوط سلسلهٔ گاوبارگان در سال ۷۶۰، نام وزرگان دیگر در هیچ منبعی یاد نشده است.